# Tauferer Tal

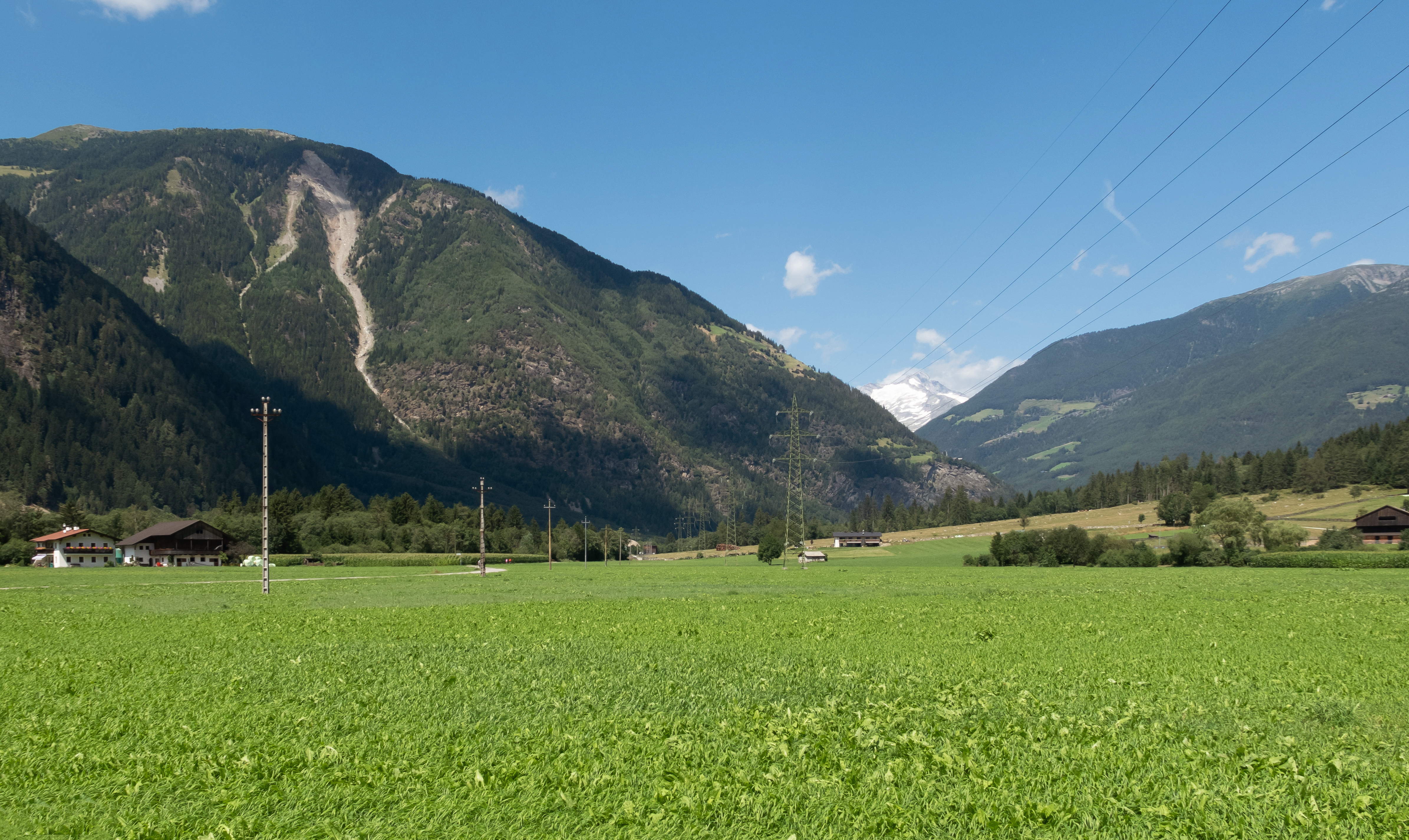
Talboden bei Gais mit dem Rienzgraben (ugs. Gisse) im Hintergrund

Das Tauferer Tal (italienisch Val di Tures), meist kurz Taufers genannt, ist das Tal des Unterlaufs der Ahr in Südtirol (Italien).
Die erste Erwähnung von Taufers als Tvfres findet sich im Brixner Traditionsbuch für den Zeitraum 1050–1065. Das Toponym lässt sich mehrmals in Tirol finden, etwa als Langtaufers oder Taufers im Münstertal, seine Etymologie liegt im Dunkeln.

## Geographie

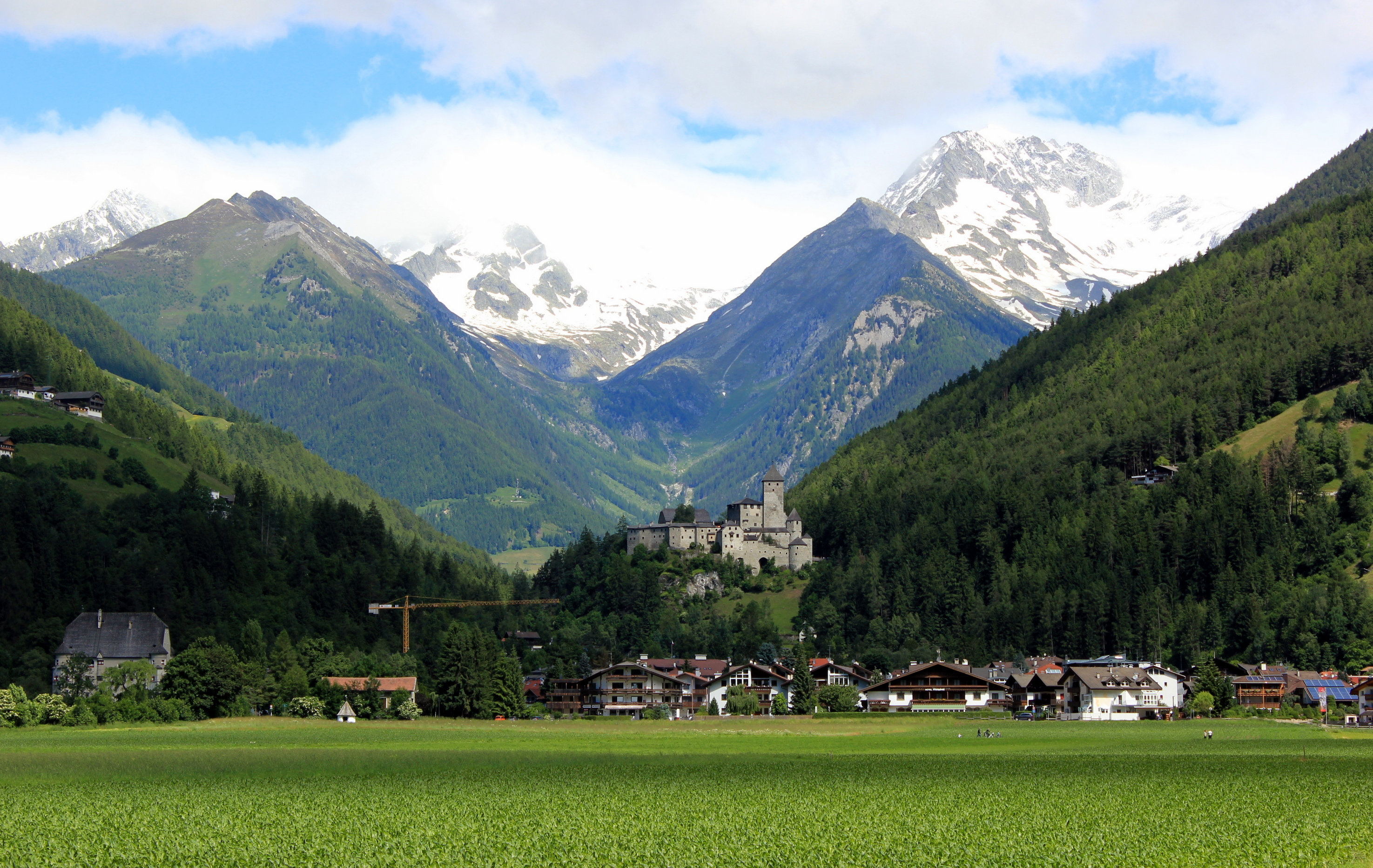
Der Tauferer Boden mit dem Dorf Sand, hinter der Burg Taufers der Eingang des Ahrntals

Taufers zweigt bei Bruneck vom Pustertal ab und führt von dort geradlinig rund zwölf Kilometer in nördliche Richtung. In seinem Wegverlauf überwindet es dabei einen Höhenunterschied von nur 50 Metern. Der breite, nahezu ebene Talboden wird von hohen, steilen und kaum Stufungen aufweisenden Hängen begleitet. Die Gipfel an der Westseite des Tals werden zu den Zillertaler Alpen bzw. deren Untergruppe der Pfunderer Berge gerechnet, an der Ostseite zur Rieserfernergruppe. Das einzige nennenswerte Seitental in seinem unteren Abschnitt ist das nordostwärts abzweigende Mühlbachtal. Im Norden endet Taufers am Tauferer Boden, wo gleich drei große Seitentäler zulaufen: das Mühlwalder Tal von Westen, das Reintal von Osten und das Ahrntal von Norden. Das Tauferer Tal und das Ahrntal bilden zusammen den Unter- und Oberlauf der Ahr, weshalb sie gelegentlich unter dem Begriff Tauferer Ahrntal zusammengefasst werden.
Administrativ ist Taufers unter den Gemeinden Bruneck, Gais und Sand in Taufers aufgeteilt. Am Taleingang befinden sich die zu Bruneck gehörenden Dörfer St. Georgen und Aufhofen. Weiter im Talinneren folgt die Gemeinde Gais mit dem gleichnamigen Hauptort und Uttenheim. Im Tauferer Boden verteilt liegen die Fraktionen der Gemeinde Sand in Taufers, nämlich der Hauptort Sand, Taufers, Mühlen und Kematen. Teile der östlichen Talflanken sind im Naturpark Rieserferner-Ahrn unter Schutz gestellt.
Für den Kraftverkehr erschlossen wird Taufers durch die SS 621, für den Radverkehr durch die Radroute 5 „Tauferer Ahrntal“. Zwischen 1908 und 1957 verband zudem die Tauferer Bahn die Dörfer des Tals mit Bruneck.